# Ivan Satrapa
Ivan Satrapa (* 13. července 1946 Praha) je bývalý český házenkář, reprezentant Československa a stříbrný medailista z letních olympijských her v Mnichově v roce 1972. Nastoupil v Mnichově v 6 utkáních a dal 11 gólů.
S týmem Československa byl sedmý na LOH 1976 v Montrealu. Hrál v 5 utkáních a dal 9 gólů. Na mistrovství světa hrál čtyřikrát. Celkem za československou reprezentaci nastoupil ve 150 utkáních, jednou nastoupil za výběr světa. V československé lize hrál za Duklu Prahu, v jejímž dresu vyhrál pětkrát ligu a dvakrát si zahrál finále Poháru mistrů evropských zemí.
Je členem předsednictva Českého klubu olympioniků.